# Small Luk
Small Luk, anteriormente chamada Luk yiu-hung, é a primeira pessoa intersexo a reconhecer abertamente as suas características sexuais em Hong Kong. Ela nasceu com síndrome parcial de insensibilidade ao andrógeno. Luk viveu como homem por 36 anos e agora vive como mulher. Ela fundou a organização “Além dos limites - Conhecendo e Preocupando por Intersexo”  em 2011, que se preocupa e se esforça pelos direitos das pessoas intersexo.
Small Luk foi o primeiro filho de sua família. Quando Luk nasceu, o médico descobriu que ela era intersexo, com órgãos semelhantes a testículos e pênis. Luk foi atribuída como do sexo masculino e passou por mais de 20 operações entre 8 e 13 anos para construir uma uretra - o ducto que conduz a urina a partir da bexiga. Quando ela tinha 12 anos, a cirurgia falhou. Luk achou a cirurgia insuportável e tentou suicídio várias vezes. Os registros de notícias afirmam que Luk foi a única pessoa sobrevivente entre as sete pessoas que foram operadas quando crianças no Hospital Kwong Wah de Hong Kong na década de 1970 para "consertar" suas anatomias. Após a cirurgia aos 13 anos de idade, Luk recusou novas reconstruções genitais.
Durante a adolescência, Luk desenvolveu seios, sofreu cãibras no estômago e viu sangue na urina. Os médicos explicaram que seu corpo não respondeu ao andrógeno. Por fim, Luk passou por uma cirurgia para remover as partes da genitália tipicamente masculinas e agora vive como mulher.
Além da dor cirúrgica, Luk também sofria bullying. Luk era alvo de discriminação por parte de colegas e professores.

## Educação
Apesar do passado, Luk concluiu sua educação, obtendo diplomas em serviço social e medicina tradicional chinesa, além de um mestrado em estudos de gênero na Universidade Chinesa de Hong Kong . Ela agora administra uma clínica de tratamento holístico em Hong Kong.

## Advocacia
Small Luk fundou a organização “Além das Fronteiras - conhecimento e preocupação com o intersexo”  em 2011, e vem trabalhando para espalhar a conscientização sobre as pessoas intersexo. Os objetivos da organização são aumentar a conscientização pública sobre pessoas intersexo e promover os direitos das pessoas intersexo, incluindo o término de cirurgias forçadas de normalização genital e terapias de conversão . Luk insta o governo de Hong Kong a educar o público sobre as condições intersexuais, estender as leis antidiscriminação para cobrir pessoas intersexuais e parar de impor cirurgias em crianças intersexuais sem consultá-las. Luk foi convidado para vários eventos internacionais e locais, incluindo a reunião das Nações Unidas na Tailândia, para falar sobre a questão das pessoas intersexuais e seus direitos.